# بابلو كوادرا
بابلو كوادرا (بالإسبانية: Pablo Cuadra)‏ (6 يونيو 1995 بسان نيكولاس دي لوس آرويوس في الأرجنتين - ) هو لاعب كرة قدم أرجنتيني في مركز مهاجم ‏.

## روابط خارجية
- بابلو كوادرا على موقع قاعدة بيانات كرة القدم.إي يو (الإنجليزية)
- بابلو كوادرا على موقع Soccerway.com (الإنجليزية)